# Hister salebrosus
Hister salebrosus är en skalbaggsart som först beskrevs av Johann Christoph Schleicher 1930.  Hister salebrosus ingår i släktet Hister och familjen stumpbaggar.

## Underarter
Arten delas in i följande underarter:
- H. s. subsolanus
- H. s. salebrosus